# Boris Ștefanov
Boris Ștefanov (de fapt Boris Stefanov Mateiev, n. 1883; d. 1969, Sofia, Bulgaria)  a fost un politician comunist român de origine bulgară. A fost secretar general al Partidului Comunist din România (PCR), în perioada 1936-1940. Între 1946–1949 a fost deputat în Marea Adunare Națională a Bulgariei.
Născut în Dobrogea, România, și vorbitor de română, era unul din nepoții liderului comunist internațional Cristian  Racovski, care i-a influențat drumul politic în tinerețe.
S-a numărat printre fondatorii Partidului Comunist Român, dar nu a putut fi prezent la   congresul întemeietor de la 8 mai 1921, deoarece după ce s-a aflat printre organizatorii grevei generale din 1920 și după ce a fost acuzat de autorități de participare la  plănuirea atentatului lui Max Goldstein de la Senat din decembrie 1920, fusese judecat și se afla în închisoare.
La Congresul al II-lea al Partidului Comunist în 1922, a fost ales în Comitetul Politic Executiv provizoriu.
Tot în  1922, împreună cu Gheorghe Cristescu și cu Alexandru Dobrogeanu-Gherea, Boris Ștefanov a fost ales  în Parlamentul României pe lista Partidului Socialist Comunist, însă alegerea lor a fost invalidată de Parlament.
După ce Partidul Comunist a fost interzis de lege în 1924, în 1927 Boris Ștefanov a fost judecat iarăși într-un proces răsunător la Cluj și condamnat la închisoare, fapt care a trezit ecouri în cercurile de extremă stânga din multe țări. 
În decembrie 1934 a fost avansat de Comintern ca secretar general  al Partidului Comunist Român, având atuul de a fi „băștinaș”, spre deosebire de unii din precedesorii săi.
Participant în iulie-august 1935 la congresul al VII-lea al  Cominternului  la Moscova, a primit misiunea de a organiza  un așa numit  „front antifascist” și în România, ca manevră de întărire a  poziției comuniștilor și a filosovietismului în țară.
După ce a colaborat, împreună cu alții, la îndepărtarea și la lichidarea în cursul Marii Terori din URSS a multora din tovarășii săi din conducerea Partidului, ca de pildă Elena Filipovici și Marcel  Pauker, sub acuzația de troțkism, spionaj, etc., el însuși a plecat în anul 1938 în U.R.S.S., lăsând în România o conducere interimară prezidată de Béla Breiner. Ca mulți comuniști, a fost derutat la început de Pactul Ribentropp-Molotov și de interzicerea condamnării nazismului începând din anul 1939  și a încercat apoi să-i justifice rațiunea. Aflat și el în obiectivul epurărilor fatale din URSS, ar fi fost la început salvat datorită ajutorului din partea lui Gheorghi Dimitrov, dar s-a crezut greșit că, ar fi fost victimă represiunii în anul 1940. După 1945 s-a întors în Bulgaria, iar între 1046–1949 a fost deputat în parlamentul bulgar. În 1963, la Sofia, la o ceremonie solemnă, a participat ca oaspete de onoare.

## Legături externe
- http://istoriacomunismului.blogspot.com/2005/06/boris-stefanov-aliatul-lui-stalin.html
- Aliatul lui Stalin[nefuncțională]
, 7 iunie 2005, Jurnalul Național